# 懸賞金問題
懸賞金問題（けんしょうきんもんだい）とは、科学などの重要なテーマにおいて、解決者に対する懸賞金の支払いが、何らかの組織または個人から公式に発表された問題。

## 概要
未解決の課題、難題に対して賞金がかけられる事で関連分野に従事する科学者や技術者達の関心を喚起してこれまでとは異なる手法を取り入れる事で未解決問題の解決が企図される。これまでに多種多様な課題が解決されてきた。

## 数学
数学上の未解決問題のうち、懸賞金がかけられたもの。
以下の7つの問題はクレイ数学研究所によって100万ドルの懸賞金がかけられており、ミレニアム懸賞問題と呼ばれている。
- P≠NP予想
- ホッジ予想
- ポアンカレ予想（解決済み。しかし解決したグリゴリー・ペレルマンは賞金を辞退した）
- リーマン予想
- ヤン-ミルズ方程式と質量ギャップ問題
- ナビエ-ストークス方程式の解の存在と滑らかさ
- BSD予想

その他
- コラッツの問題：ポール・エルデシュ（数学者）が500ドルの懸賞金をかけた。また株式会社音圧爆上げくんが２０２１年にコラッツの問題に２０３１年７月６日までを期限に１億２０００万円の懸賞金をかけた。
- フェルマーの最終定理：1823年、フランス科学アカデミーが懸賞金をかけたが証明者は現れず、1850年、限定的な場合の証明をしたエルンスト・クンマーが3000フランの金メダルを受賞した。1850年、フランス科学アカデミーは再び懸賞をかけたが、受賞者はいなかった。1908年、ドイツの実業家・数学者のパウル・ヴォルフスケールがドイツ自然科学アカデミー・レオポルディーナを通して10万金マルクの懸賞金をかけ、1997年、アンドリュー・ワイルズが受賞した。

## 測地学
- 海上での経度測定法
  - 1598年、スペイン国王フェリペ3世が、6000ダカットの終身年金、2000ダカットのボーナス、1000ダカットの必要経費を懸賞した。羅針盤や地磁気の研究者などに限定的な金額が与えられたが、全額受賞者はいなかった。
  - 1714年、イギリス政府が「船の位置の経度を1度（60分）以内の誤差で測定すれば1万ポンド、40分以内なら1万5千ポンド、30分（＝1/2度）以内なら2万ポンドの懸賞金を与える」旨の経度法を制定した。ジョン・ハリソンが1760年に高精度の時計クロノメーターH4を製作し1761年に航海実験により実証したが、この実験結果は天文学者の中傷でなかなか認められず、ジョージ3世が介入して1773年にやっと全額が支払われた。

## 暗号
- 暗号の脆弱性を検証するために、暗号解読に懸賞金が掛けられることがある。暗号メーカーのRSAセキュリティはこの手の懸賞を何度も行なっている。

## テクノロジー
- 1927年に大西洋横断飛行でオルティーグ賞で25,000ドルの賞金がかけられ、チャールズ・リンドバーグが獲得した。
- 1931年に朝日新聞が初の太平洋無着陸飛行にかけていた賞金$25,000をクライド・パングボーンとヒュー・ハーンドンが獲得した。
- 自動運転車の開発のために2004年から2007年にかけてDARPAグランド・チャレンジが開催された。
- 民間有人弾道宇宙飛行に、Xプライズ財団が1000万ドルの懸賞をかけ（Ansari X Prize）、2004年、スペースシップワンが受賞した。Xプライズ財団はその後もGoogle Lunar X PrizeやShell Ocean Discovery XPRIZEのように多様な分野でコンペを主催する。
- 2012年現在、アメリカ政府が懸賞金により発明を奨励する政策を採っている[1]。
- 2013年と2015年にDARPAロボティクス・チャレンジが開催された。

## 超能力
- 「One Million Dollar Paranormal Challenge（英語版）」奇術師ジェームス・ランディが1963年に発案、スタート。本物の超能力を実演、証明した者に対してUS$1,000,000の賞金を与えるという企画。過去、幾人もの“自称”超能力者が挑戦するも条件に見合うだけの結果が出ておらず、賞金を獲得した者はない。

## 医療
- Ernst-Singh £10,000 Homeopathic Challenge
- Qualcomm Tricorder X PRIZE - 家庭用診断装置のコンペ[2]

## 賞金金額
以前はジョン・ハリソンの開発したクロノメーターのように開発に要した投資金額を補って余りあるほどの賞金が授与されたが、近年開催される懸賞金問題ではAnsari X PrizeやGoogle Lunar X Prizeのようにたとえ優勝しても投資した金額を回収する事は困難で懸賞金問題といえども名誉賞的な扱いになりつつある。